# Kościół Świętych Apostołów Piotra i Pawła w Płótelach
Kościół Świętych Apostołów Piotra i Pawła w Płótelach – katolicki kościół w Płótelach (Litwa).
Drewniany kościół zbudował w 1774 miejscowy proboszcz, J. Wojtkiewicz.
Budynek na planie krzyża, z transeptem. Prezbiterium zamknięte pięciobocznie. Budowla nakryta jest stromym dachem z barokową wieżyczką nad skrzyżowaniem nawy i transeptu.
Kościół ten jest przykładem drewnianych kościołów żmudzkich z XVIII wieku. Architektura zachowała się mimo kilkakrotnej przebudowy kościoła.
Wyposażenie wnętrza barokowe, z zespołem bogato zdobionych ołtarzy, rokokową chrzcielnicą oraz amboną.
Teren kościoła otoczony jest kamiennym murem, w rogu którego w 1905 wbudowano czworoboczną drewnianą dzwonnicę.

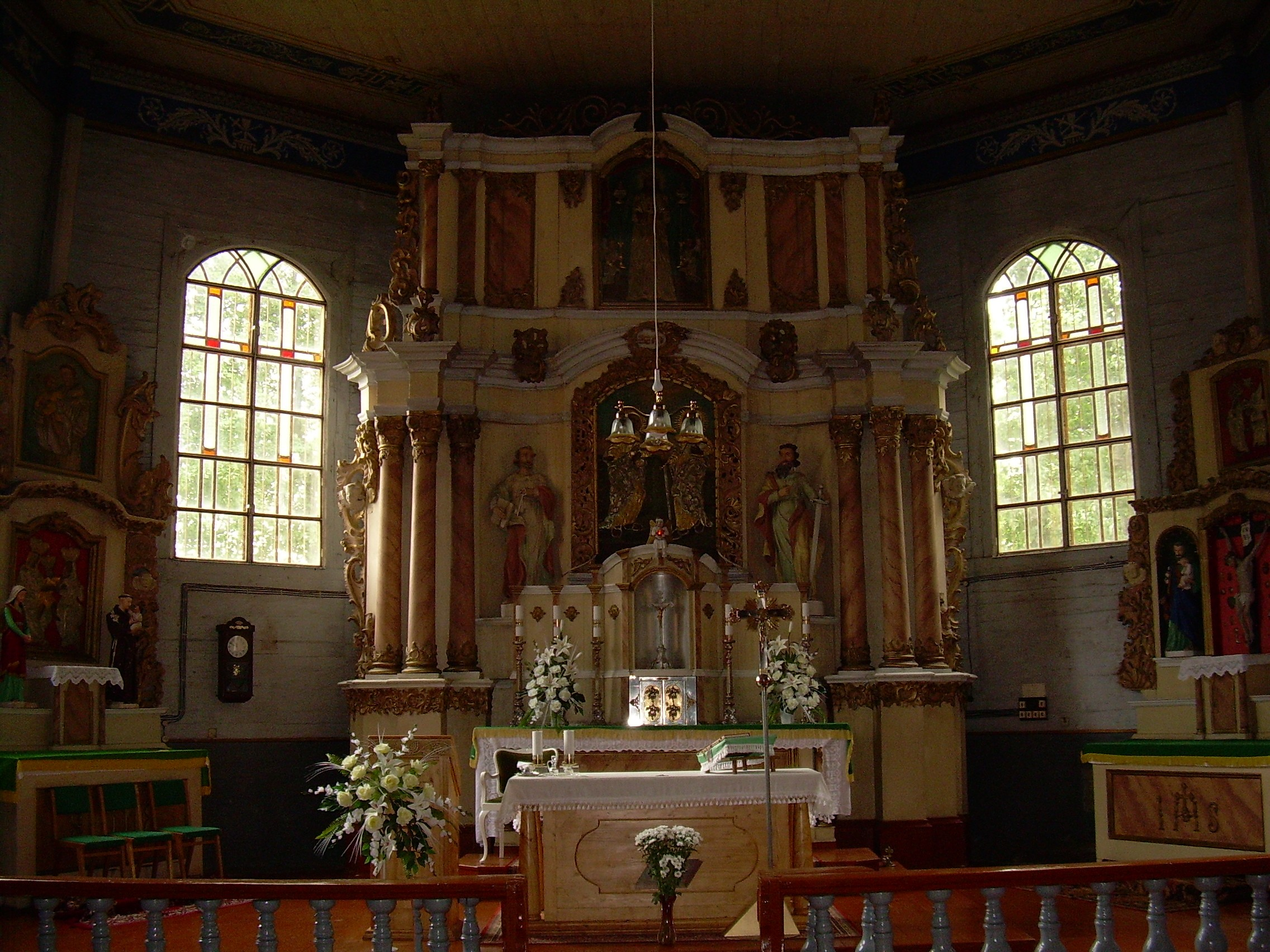
Ołtarz główny